# Професійний коледж технічних інновацій м. Житомира
«Професійний коледж технічних інновацій м. Житомира» (анг. Professional College of Technical Innovations of Zhytomyr) — заклад професійної (професійно-технічної) освіти у Житомирі, Житомирська область, Україна.

## Історія
23 жовтня 1953 року на околиці Житомира (Смолянка) було відкрито Школу механізаторів сільського господарства (УМСГ-4).
У квітні 1954 року 590 учнів стали першими випускниками.
У 1972 році розпочалося будівництво нових корпусів: навчальний і лабораторний корпуси, побутовий блок, машинно-тракторний стан, дев'ятиповерховий гуртожиток, стадіон.
1979 року за підсумками всесоюзного змагання ТУ № 2 здобуло перше місце та диплом Держкомпрофосвіти СРСР та звання «Краще меліоративне училище країни»
У 2003 році Професійно-технічне училище № 15 було перейменовано на Центр професійно-технічної освіти м. Житомира.
В 2017 році відбулося об'єднання ще з двома навчальними закладами м. Житомира, а саме ПТУ № 5 та з Житомирським вищим професійним училищем будівництва і дизайну (ПТУ № 1).
З 2020-х років активно співпрацює з Deutsche Gesellschaft für Internationale Zusammenarbeit (GIZ) GmbH (Німеччина) в рамках проєкту «Просування енергоефективності та імплементації Директиви ЄС з енергоефективності в Україні».
В 2023 році освтній заклад став місцем, де буде створено сучасну Лабораторію підприємництва. Це проєкт, що впроваджується у Житомирі  в межах гранту ПРООН за підтримки GIZ та у співпраці з німецьким містом Дортмунд. Реалізація проєкту запланована на листопад 2024 р..

## Після 2010
В 2010-ті роки Центр ПТО почав стрімко розвиватися, особливо в останні роки. За період 2017—2021 рр. було проведено реконструкцію багатьох лабораторій (кухарів, слюсарів, шиномантаж та інше), ремонт в центральному корпусі.
В 2017 році був відкритий навчально-практичний центр з професії «Монтажник санітарно-технічних систем і устаткування», діяльність якого підтримується такими організаціями як Швейцарська агенція з розвитку та співробітництва (SDC), Швейцарською фундацією технічного співробітництва з розвитку “Свісконтакт” та ТОВ "Геберіт Трейдинг" (GEBERIT) в рамках проєкту “Публічно-приватне партнерство для поліпшення професійної освіти в Україні” (EdUP).
в 2019 році було відкрито навчально-практичний центр слюсарного напрямку.
Також, на базі ЦПТО м. Житомира функціонує навчально-практичний центр з будівельних професій, діяльність якого підтримується кампаніями Śnieżka та «Хенкель Баутехнік-Україна».

## Керівники закладу
- 20.06.1953 —1956 рр. — директором Житомирської школи механізаторів був Гнат Петрович Лебіга
- 1956 — 1957 рр. — Володимир Михайлович Лабузько
- 1957 — 1961 рр. — Віктор Афанасійович Каплун
- 1961 — 1968 рр. — Іван Михайлович Дурницький, директор Технічного училища №2
- 1968 — 1972 рр. — Микола Олексійович Михайлов
- 1972 — 1981 рр. — Володимир Михайлович Юрчук
- 1982 — 1987 рр. — Олег Дмитрович Сущевський
- 1987 — 1989 рр. — Микола Пилипович Демиденко
- 1989 — 1990 рр. — Леонід Володимирович Фішман
- 1991 — 2004 рр. — Микола Михайлович Тимошенко, директор ПТУ №15, з 2003 — директор ЦПТО м. Житомира[1][19]
- 2005 — 2016 рр. — Петро Миколайович Чернюк, директор ЦПТО м. Житомира[20]
- 2016 — 2017 рр. — в.о. директора Олена Миколаївна Балан[21][22]
- з 2017 року [23]— Микола Миколайович Перелигін[24][25]

## Історія назв закладу[26]
- 1953 — 1957 рр. — Житомирська школа механізаторів сільського господарства.
- 1957 — 1965 рр. — Училище механізаторів сільського господарства №4 (УМСГ №4).
- 1965 — 1966 рр. — Житомирське сільське професійно-технічне училище №4 (ЖСПТУ №4).
- 1966 — 1984 рр. — Технічне училище №2 м. Житомира (ТУ №2).
- 1984 — 1993 рр. — Середнє професійно-технічне училище №15 м. Житомира (СПТУ №15).
- 1993 — 2003 рр. — Професійно-технічне училище №15 м. Житомира (ПТУ №15).
- 2003 — 2025 рр. — Центр професійно-технічної освіти м. Житомира (ЦПТО м. Житомира) (анг. Vocational & Technical Education Center of Zhytomyr).
- з 2025 року — Професійний коледж технічних інновацій м. Житомира (ПКТІ м. Житомира).

## Професії
З 1953 р. училище випускало трактористів-дизелістів тракторів ДТ-54, згодом — тракторист-машиніст сільськогосподарського виробництва, слюсар з ремонту дорожньо-будівельних машин та тракторів. Від 1961 р. навчають на електромонтера, 1970 р. — машиніста автомобільного крану. Наприкінці 70—80 рр. минулого століття почали навчати на секретарів-друкарок та кухарів.
В 1990-х в училищі з'явилися будівельні та авторемонтні спеціальності — столяр, муляр, плиточник-лицювальник, слюсар з ремонту автомобілів, почали навчати водіїв категорій «В» та «С», бухгалтерів, операторів комп'ютерного набору. Згодом відкрилося навчання на електрогазозварників, верстатників деревообробних верстатів, столярів та монтажників.
В 2024 році заклад вперше лецінзіював нові професії "Озеленювач" та "Квітникар" та став єдиним закладом освіти що буде навчати здобувачів освіти за даними професіями в Житомирській області.
В 2025 році ЦПТО м. Житомира було передано з державної власності до комунальної м. Житомира. В лютому 2025 року було затверджено новий статус та відбулося перейменування закладу з Центра професійно-технічної освіти м. Житомира на Професійний коледж технічних інновацій м. Житомира.

#### Центр готує кваліфікованих робітників за такими професіями[28][29]
на базі повної середньої освіти:
- електрогазозварник
- слюсар з ремонту колісних транспортних засобів
- монтажник санітарно-технічних систем і устаткування
- тракторист-машиніст сільськогосподарського виробництва категорії А1, А2, D1, G1, G2
- слюсар з ремонту дорожньо-будівельних машин та тракторів
- монтажник системи утеплення будівель
- штукатур
- лицювальник-плиточник
- електромонтер з ремонту та обслуговування електроустаткування

на базі загальної середньої освіти:
- електромонтер з ремонту та обслуговування електроустаткування
- верстатник деревообробних верстатів
- столяр будівельний
- водій автотранспортних засобів категорій С1 та С
- тракторист-машиніст сільськогосподарського виробництва категорії А1, А2, D1, G1, G2
- слюсар з ремонту дорожньо-будівельних машин та тракторів
- машиніст крана автомобільного
- слюсар з ремонту колісних транспортних засобів
- електрогазозварник
- монтажник санітарно-технічних систем і устаткування
- монтажник системи утеплення будівель
- штукатур
- лицювальник-плиточник
- озеленювач
- квітникар

без надання повної середньої освіти:
- штукатур

#### Навчання дорослого незайнятого населення
ПКТІ м. Житомира проводить навчання для дорослого населення за державною програмою "45 плюс" (навчання за ваучерами від центрів зайнятості).

## Випускники

### Успішні випускники
- Ярмоленко Сергій Васильович — випускник 1980 року, директор Міжнародного інституту транспортних технологій та Авіаційного компетентного навчання[32]
- Водоп'янчук Андрій Вікторович — випускник 2013 року, навчався за професією «Електрогазозварник. Водій автотранспортних засобів категорії В, С», отримав диплом з відзнакою[33]. 2 серпня 2016 року, Президент України Петро Порошенко у Житомирі вручив військовослужбовцям високі державні нагороди. Андрій Водоп'янчук отримав орден «За мужність» ІІІ ступеня[34]. 20 листопада 2023 року отримав звання Героя України з врученням Золотої Зірки. Нагороду вручив Президент України Володимир Зеленський.[35]

### Випускники, які загинули під часросійсько-української війни
|         | Всього | 2022 | 2023 | 2024 | 2025 |
| ------- | ------ | ---- | ---- | ---- | ---- |
| ПКТІ    | 69     | 22   | 25   | 19   | 3    |
| Філія   | 27     | 7    | 9    | 8    | 2    |
| ПТУ 5   | 31     | 6    | 10   | 8    | 7    |
| Загалом | 127    | 35   | 44   | 35   | 12   |

|         | Всього | лютий | березень | квітень | травень | червень | липень | серпень | вересень | жовтень | листопад | грудень |
| ------- | ------ | ----- | -------- | ------- | ------- | ------- | ------ | ------- | -------- | ------- | -------- | ------- |
| ПКТІ    | 22     |       | 2        | 5       | 1       |         | 4      | 1       | 1        | 5       | 3        |         |
| Філія   | 8      |       |          | 2       |         |         |        | 1       | 1        | 1       |          | 3       |
| ПТУ 5   | 6      |       |          | 3       | 2       | 1       |        |         |          |         |          |         |
| Загалом | 36     | 0     | 2        | 10      | 3       | 1       | 4      | 2       | 2        | 6       | 3        | 3       |

|         | Всього | січень | лютий | березень | квітень | травень | червень | липень | серпень | вересень | жовтень | листопад | грудень |
| ------- | ------ | ------ | ----- | -------- | ------- | ------- | ------- | ------ | ------- | -------- | ------- | -------- | ------- |
| ПКТІ    | 25     | 5      | 1     | 2        | 1       |         | 1       | 3      | 2       | 6        |         | 1        | 3       |
| Філія   | 9      | 2      |       | 1        | 1       |         | 2       | 1      |         |          | 2       |          |         |
| ПТУ 5   | 10     | 2      | 1     |          | 2       |         | 2       | 2      |         | 1        |         |          |         |
| Загалом | 44     | 9      | 2     | 3        | 4       | 0       | 5       | 6      | 2       | 7        | 2       | 1        | 3       |

|         | Всього | січень | лютий | березень | квітень | травень | червень | липень | серпень | вересень | жовтень | листопад | грудень |
| ------- | ------ | ------ | ----- | -------- | ------- | ------- | ------- | ------ | ------- | -------- | ------- | -------- | ------- |
| ПКТІ    | 19     | 2      | 4     |          | 1       | 2       | 1       |        | 3       | 1        |         | 2        | 3       |
| Філія   | 8      | 1      | 3     |          | 1       |         |         | 1      |         | 1        |         | 1        |         |
| ПТУ 5   | 8      | 2      |       |          | 1       |         | 3       |        | 1       |          |         |          | 1       |
| Загалом | 35     | 5      | 7     | 0        | 3       | 2       | 4       | 1      | 4       | 2        | 0       | 3        | 4       |

|         | Всього | січень | лютий | березень | квітень | травень | червень |
| ------- | ------ | ------ | ----- | -------- | ------- | ------- | ------- |
| ПКТІ    | 3      |        | 2     | 1        |         |         |         |
| Філія   | 2      |        |       |          | 1       |         | 1       |
| ПТУ 5   | 7      |        | 1     | 3        |         | 3       |         |
| Загалом | 12     | 0      | 3     | 4        | 1       | 3       | 1       |

#### Випускники ПКТІ м. Житомира[33]

##### 2022 рік
- Назаров Вадим Анатолійович (20.05.1998 — 09.03.2022) — випускник 2016 року, старший солдат, загинув 9 березня 2022 року під час оборони села Лукашівка Чернігівської області. Він був розстріляний впритул російськими військовими в церкві під час окупації села. Беззбройного хлопця зі зв’язаними руками окупанти розстріляли на очах у місцевого підлітка[36][37]. Похоронений в Звягелі. 24 травня 2022 року удостоєний почесною відзнакою “За заслуги перед Звягельським районом” (посмертно)[38][39][33]. Нагороджений орденом “За мужність” ІІІ ступеня (посмертно)[40]
- Пантус Денис Володимирович (07.08.1990 — 22.03.2022) — випускник 2008 року, солдат 95 окремої десантно-штурмовій бригади. У 2014—2017 рр. брав участь в АТО. У 2015 році був нагороджений медаллю «Захиснику Вітчизни» та Почесною медаллю «За поранення в бою». Загинув 22 березня 2022 року в м. Костянтинівка Донецької області, отримавши важкі поранення внаслідок влучання ворожої ракети [41]. Нагороджений орденом “За мужність” ІІІ ступеня (посмертно)[42][43]
- Туз Ілля Олександрович (09.07.1996 — 04.04.2022) — випускник 2015 року, солдат 13 окремого десантно-штурмового батальйону ЗСУ ім. Героя України полковника Тараса Сенюка, загинув в боях з російськими військами під Ізюмом, на Харківщині[44][45][46][47]. Нагороджений орденом “За мужність” ІІІ ступеня (посмертно)[48].
- Горелко Дмитро Олександрович (25.08.1990 — 04.04.2022) — випускник, старший солдат. Загинув у с. Довгеньке Ізюмського району Харківської області[33][49][50]. Нагороджений орденом “За мужність” ІІІ ступеня (посмертно)[51].
- Абрамчук Дмитро Михайлович (23.06.2002 — 14.04.2022)  — випускник 2021 року, військовослужбовець артдивізіону 26-ї Окремої артилерійської бригади імені генерала-хорунжого Романа Дашкевича, загинув в боях з російськими військами в Чернігівській області[52][53][54][55].
- Войналович Юрій Анатолійович (09.07.1975 — 16.04.2022) — випускник, солдат, 13-й окремий десантно-штурмовий батальйон, 95-та окрема десантно-штурмова бригада. Загинув у с. Рідне Ізюмського району Харківської області, отримавши тяжкі осколкові поранення, які спричинили смерть [33][56][57]. Нагороджений орденом “За мужність” ІІІ ступеня (посмертно) [58].
- Пилипчук Сергій Володимирович (12.08.1966 — 20.04.2022) — випускник, старший солдат. Загинув при виконанні бойового завдання на Харківщині [33][59][60]. Нагороджений орденом “За мужність” ІІІ ступеня (посмертно)[61][62].
- Бірюков В'ячеслав Васильович (24.08.1979 — 17.05.2022)  — випускник 1996 року, головний сержант 66-ї окремої механізованої бригади, загинув захищаючи Україну від російських окупантів на сході. 16 жовтня 2022 року був похоронений в Житомирі, на військовому кладовищі [63][64][65][66][67]. Нагороджений медаллю “За військову службу України” (посмертно)[68].
- Присяжнюк Олександр Дмитрович (25.03.1964 — 04.07.2022) — випускник 1983 року, старший солдат, командир взводу танкової роти. 4 липня, під час виконання бойового завдання, загинув у бою під Слов'янськом, Донецька область[69][70][71][72]. Нагороджений орденом “За мужність” ІІІ ступеня (посмертно)[72].
- Руденко Володимир Миколайович (24.03.1972 — 04.07.2022) — випускник, сержант 95-ї окремої десантно-штурмової Поліської бригади. У квітні 2022 року добровільно пішов захищати Батьківщину до лав ЗСУ. Був командиром відділення. Загинув у н.п. Мазанівка, Донецької області[33][73][74]. Нагороджений орденом “За мужність” ІІІ ступеня (посмертно)[75].
- Фіщук Олександр Вікторович (01.10.1995 — 12.07.2022) — випускник 2015 року, солдат 95-ї окремої десантно-штурмової бригади. Загинув 12 липня 2022 року захищаючи Батьківщину в  с. Хрестище, Красноградського району, Харківської області.[76] Нагороджений орденом “За мужність” ІІІ ступеня (посмертно)[77]
- Фалєєв Олексій Євгенович (04.06.1993 — 29.07.2022) — випускник 2012 року, солдат. Загинув захищаючи Схід України від російських загарбників [78][79]. Нагороджений орденом “За мужність” ІІІ ступеня (посмертно) [75]
- Бабич Олексій Олександрович (25.11.1997 — 31.08.2022)  — випускник 2017 року, солдат 79-ї окремої десантно-штурмової бригади, загинув захищаючи Україну від російських окупантів в районі с. Новомихайлівки, Донецька область. 03 листопада 2022 року був похоронений в Житомирі, на військовому кладовищі [80][81][82]. Нагороджений орденом “За мужність” ІІІ ступеня (посмертно)[83].
- Фоменко Андрій Михайлович (03.12.1990 — 24.09.2022) — випускник 2010 року, солдат. Загинув під час обстрілів з боку збройних сил російської федерації в районі населеного пункту Курдюмівка Донецької області[33][84][85]. Нагороджений орденом “За мужність” ІІІ ступеня (посмертно)[86].
- Ковнацький Олександр Людвігович (16.09.1977 — 03.10.2022) — випускник, старший сержант 25-ї окремої повітрянодесантної Січеславської бригади, танкового батальйону, загинув від поранень отриманих в боях на Ізюмському напрямку, Харківська область[87][88][89]. Нагороджений орденом “За мужність” ІІ ступеня (посмертно)[90].
- Шпита Ілля Вікторович (10.02.1997 — 05.10.2022) — випускник 2015 року, солдат 14-ї окремої механізованої бригади імені князя Романа Великого, загинув в боях з російськими військами на Харківщині[91][92]. Нагороджений орденом “За мужність” ІІІ ступеня (посмертно) [93]
- Васянович Олександр Олександрович (02.02.1994 — 10.10.2022) — випускник 2014 року, солдат стрілок 1 кулеметного відділення кулеметного взводу 43-ого окремого стрілецького батальйону, загинув під час виконання військового обов'язку в м. Бахмут, Донецька область.[94][95]
- Артемчук Руслан Ігорович (09.02.1982 — 15.10.2022) — випускник 2000 року, військовослужбовець. Героїчно загинув, обороняючи від атак російських найманців м. Бахмут, Донецька область. Із жовтня 2022 року вважався зниклим безвісти. Лише після проведення необхідних оперативно-розшукових та слідчих дій вдалося ідентифікувати загиблого воїна. Похоронений в Житомирі 14 березня 2023 року[96][97][98]
- Акімов Василь Вікторович (30.07.1998 — 22.10.2022)  — випускник 2017 року, військовослужбовець 30-ї окремої механізованої бригади імені князя Костянтина Острозького, стрілець-помічник гранатометника, загинув під час артобстрілу в районі Озарівки, Донецької області[99][100][101].
- Яхимович Сергій Анатолійович (08.06.1996 — 07.11.2022) — випускник, солдат водій-кулеметник 95-ї окремої десантно-штурмової Поліської бригади. У 2014—2016 рр. брав участь в АТО. З перших днів повномасштабного вторгнення пішов захищати рідну землю. Загинув під час ведення бойових дій в районі с. Невське, Сватівського району, Луганської області[33][102]. Нагороджений орденом “За мужність” ІІІ ступеня (посмертно)[103].
- Повторейко Іван Миколайович (19.01.1974 — 13.11.2022)  — випускник 1998 року, старший сержант, загинув захищаючи Україну від російських окупантів на сході України [104][105][106][107]. Нагороджений орденом “За мужність” ІІІ ступеня (посмертно)[108].
- Северенчук Володимир Володимирович (15.04.1980 — 19.11.2022)  — випускник 1993 року, солдат 95-ї окремої десантно-штурмової бригади, врятував життя побратимів, закривши власним тілом від мін тих, хто був поряд. Помер у військовому шпиталі від отриманих поранень [109][110]. Нагороджений орденом “За мужність” ІІІ ступеня (посмертно)[111].

##### 2023 рік
- Плохотюк Іван Васильович (10.10.1976 — 20.01.2023) — випускник 1994 року, солдат, загинув від отриманих поранень в бою під Кремінною, Луганська область [112][113][114][115].
- Шелест Юрій Валерійович (14.06.1978 — 22.01.2023) — випускник 1996 року, молодший сержант 1-ої окремої бригади територіальної оборони ім. Івана Богуна. Загинув в районі н. п. Красна Гора, Бахмутського району, Донецької області [33][116][117]. Нагороджений орденом “За мужність” ІІІ ступеня (посмертно)[118].
- Місюра Денис Русланович (25.08.1996 — 23.01.2023) — випускник 2014 року, старший солдат. У червні 2022 року був мобілізований. Героїчно загинув при захисті України поблизу с. Зарічного Донецької області [119][120][121]. Нагороджений орденом “За мужність” ІІІ ступеня (посмертно)[122].
- Вишняков Ігор Євгенович (08.12.1972 — 29.01.2023) — випускник, військовослужбовець, був мобілізований до лав ЗСУ з початком повномасштабної російської агресії. Проходив навчання за військовою спеціальністю. Помер при виконанні службових обов’язків[123][124][125]
- Семєшов Олександр Олександрович (06.11.1974 — 31.01.2023) — випускник 1992 року, військовослужбовець, проходив строкову службу в лавах ЗСУ. Із початком повномасштабної агресії рф добровільно став захист України в лавах ЗСУ. Загинув під час виконання бойового завдання[126][127][128][129].
- Польовий Ігор Миколайович (03.03.1980 — 12.02.2023) — випускник, старший солдат 72-ї окремої механізованої бригади, із початком повномасштабної російської агресії став на захист України в лавах одного із механізованих підрозділів ЗСУ. Загинув, захищаючи державу 12.02.2023[130][131][132]. Нагороджений орденом “За мужність” ІІІ ступеня (посмертно)[133]
- Піньковський Володимир Ігорович (04.01.1989 — 10.03.2023) — випускник, солдат. З перших днів повномасштабного вторгнення став на захист держави від російських окупантів у складі ТРО ЗСУ. Героїчно загинув 10.03.2023 року під час виконання бойового завдання із захисту Батьківщини. Поховання відбулося у Житомирі на Смолянському військовому кладовищі 30.05.2024 року[134][135]. Нагороджений орденом “За мужність” ІІІ ступеня (посмертно)[136].
- Булак Павло Михайлович (09.09.1981 — 23.03.2023) — випускник 2000 року, солдат, старший навідник 93-ї окремої механізованої бригади «Холодний Яр». Загинув під час виконання бойового завдання, в Бахмут, Донецька область[137][138][139][140][141]. Нагороджений медалю “Захисник Вітчизни”[142] та відомчою відзнакою “Захисник Соледару”[143]. Нагороджений орденом “За мужність” ІІІ ступеня (посмертно)[144].
- Омельчук Євген Леонідович (20.04.1977 — 17.04.2023) — випускник. Молодший сержант 95-ї окремої десантно-штурмової Поліської бригади. В 2014—2015 рр. захищав незалежність, суверенітет і територіальну цілісність України на Сході країни, за що був нагороджений медаллю. З 27.02.2022 року разом зі своїм сином Олександром та зятем Ярославом пішов захищати волю свого народу. Загинув поблизу м. Кремінна на Луганщині[33][145][146]. Нагороджений орденом “За мужність” ІІІ ступеня (посмертно)[147].
- Томашевський Олександр Володимирович (30.08.1996 — 25.06.2023) — випускник 2014 року, молодший сержант. 6 років пов'язав із ЗСУ та захистом України від російських загарбників. Із бойовим підрозділом пройшов багато гарячих точок на Сході України[148][149]. Нагороджений орденом “За мужність” ІІІ ступеня (посмертно)[150].
- Болейко Олександр Йосипович (12.03.1976 — 13.07.2023) — випускник. Із початком повномасштабного вторгнення рф в Україну, став на захист Батьківщини. Загинув під час виконання бойового завдання біля н.п. Стельмахівка Сватівського району Луганської області. Лише 08.05.2025 року було похоронено в м. Житомирі [33][151][152].
- Шкандевич Василь Тимофійович (23.11.1963 — 17.07.2023) — випускник, рядовий. 25.02.2022 р. увійшов до складу ДПСУ військової частини А1495. Проходив службу у різних точках, захищаючи кордони рідної країни. Отримав тяжку контузію, через яку був прооперований в київському військовому госпіталі. Більше місяця тривало лікування, яке закінчилися смпертю захисника [33][153][154]
- Врублевський Олександр Миколайович (04.01.1977 — 30.07.2023) — випускник 1995 року, солдат. Пройшовши навчання у Німеччині, боронив Україну на південно-східних рубежах. Героїчно загинув 30 липня 2023 року при виконанні бойового завдання в Запорізькій області. Лише через майже сім місяців тіло повернулися до рідного міста [155][156]. Нагороджений орденом “За мужність” ІІІ ступеня (посмертно)[157].
- Соколівський Степан Дмитрович (29.11.1995 — 07.08.2023) — випускник 2015 року, солдат. З початком повномасштабного вторгнення рф став на захист України у боротьбі з російським окупантом. Героїчно загинув у бою за Україну 07.08.2023 року[158][159]. Нагороджений орденом “За мужність” ІІІ ступеня (посмертно)[62].
- Дорош Олександр Миколайович (29.12.1986 — 10.08.2023) — випускник 2004 року, солдат. Із початком повномасштабного вторгнення росії на територію України був призваний у лави ЗСУ. Героїчно загинув під час оборони бойових позиції на Запоріжжі [160][161]. Нагороджений орденом “За мужність” ІІІ ступеня (посмертно)[162].
- Поліщук Богдан Юрійович (31.01.2000 — 03.09.2023) — випускник 2019 року, молодший сержант, командир взводу 30-ї окремої механізованої бригади імені К. Острозького. Неодноразовий призер і переможець спортивних змагань різних рівнів. Загинув у боротьбі за територіальну цілісність та незалежність України[163][164][165]. Нагороджений орденом “За мужність” ІІІ ступеня (посмертно)[166]
- Ковальчук Сергій Сергійович (24.01.2002 — 05.09.2023) — випускник 2020 року, старший солдат, стрілець обслуги другого десантно-штурмового батальйону 95-ї окремої десантно-штурмової бригади. Загинув 5 вересня внаслідок артилерійського обстрілу поблизу смт. Вільшани, Харківської області [167][168][169]. Нагороджений орденом “За мужність” ІІІ ступеня (посмертно)[170].
- Заїнчківський Владислав Миколайович (16.05.1985 — 12.09.2023) — випускник 2004 року, військовослужбовець 30-ої окремої механізованої бригади імені князя Костянтина Острозького. Загинув під час штурмових дій наших військ поблизу с. Залізнянське, Бахмутського району, Донецької області [33][171][172][173].
- Антонюк Володимир Олегович (21.04.1989 — 13.09.2023) — випускник 2004 року, солдат. У червні 2023 року був призваний до лав ЗСУ. Загинув 13 вересня 2023 року, захищаючи Схід України від російських загарбників [174][175][176]. Нагороджений орденом “За мужність” ІІІ ступеня (посмертно)[177][111].
- Гончарук Владислав Юрійович (22.01.2001 — 17.09.2023) — випускник 2019 року, солдат. З початком повномасштабного вторгнення російської федерації в Україну брав участь у бойових діях на сході держави. За гарну службу має ряд нагород: медаль «Ветеран Війни—Учасник Бойових Дій», медаль «За військову службу Україні», нагрудний знак «Учасник АТО», нагрудний знак «Знак пошани». 09.09.2023 року був тяжко поранений в м. Ізюм Харківської області. 9 днів за життя Владислава боролися медики клінічного центру Північного регіону м. Харкова, але врятувати не вдалося[33][178]. Нагороджений орденом “За мужність” ІІІ ступеня (посмертно)[179][180].
- Фомін Максим Володимирович (04.05.1997 — 22.09.2023) — випускник 2015 року. В 2018 році добровільно став до лав ЗСУ. За мужність і героїзм неодноразово був нагороджений відомчими відзнаками [181][182][183].
- Дурицький Юрій Миколайович (07.05.1993 – 10.11.2023) — випускник 2011 року. Сержант, командир відділення зв’язку 1 механізованого батальйону 47 ОМБр «Магура». Загинув під час мінометного обстрілу біля с. Степове Покровського району Донецької області [184][185]
- Столяр Ігор Степанович (19.03.1970 — 04.12.2023) — випускник, старший сержант, 95-та окрема десантно-штурмова бригада. Загинув в одному із запеклих боїв на «нулі» біля с. Синьківка Куп’янського району Харківської області [33][186][187]. Нагороджений орденом “За мужність” ІІІ ступеня (посмертно)[188].
- П'ясківський Валентин Миколайович (14.02.1975 — 09.12.2023) — випускник 1993 року.  Став на захист України у складі ЗСУ в січні 2023 року. Відданий справі захисту Батьківщини, виявивши стійкість і мужність, героїчно загинув у боротьбі з російськими окупантами на Сході України [189][190][191].
- Ковпака Олександр Володимирович (14.04.1990 — 24.12.2023) — випускник 2008 року, навідник кулеметного відділення, зенітно ракетно-артилерійського взводу, роти вогневої підтримки, солдат 116-ої окремої бригади територіальної оборони. Загинув у районі н. п. Новобахмутівське, Покровського району Донецької області під час виконання бойових завдань [33][192][193].

##### 2024 рік
- Примак Олександр Олександрович (10.09.1977 — 21.01.2024) — випускник, солдат 115 окремої бригади територіальної оборони 141 батальйону. Загинув під час виконання бойового завдання біля с. Іванівське, Бахмутського району, Донецької області[33][194][195].
- Смірнов Олександр В’ячеславович (17.03.1996 — 21.01.2024) — випускник. Учасник АТО 2014—2021 рр.. Загинув внаслідок артилерійського обстрілу в районі н. п. Васюківка, Бахмутського району, Донецької області[33][196][197].
- Свінцицький Андрій Романович (09.10.1970 — 06.02.2024) — випускник 1988 року. Проходив строкову службу в лавах ЗСУ. Багато років працював у Національному цирку України у м. Києві. Із весни 2022 року в лавах ЗСУ став на захист України.Загинув 6 лютого 2024 року на Донеччині, внаслідок ворожого артилерійського обстрілу[198][199][200].
- Попель Михайло Сергійович (21.11.1997 — 10.02.2024) — випускник 2016 року. Добровільно став на захист Батьківщини у лавах ЗСУ з грудня 2023 року. Героїчно загинув у бою 10 лютого 2024 року біля Куп'янська Харківської області [201][202][203].
- Мацейчук Геннадій Анатолійович (24.12.1967 — 10.02.2024) — випускник, солдат 54-ї окремої механізованої бригади. З перших годин повномасштабного вторгнення пішов добровольцем. В серпні 2023 року солдат Геннадій Мацейчук був нагороджений медаллю «Ветеран війни» та отримав посвідчення учасника бойових дій.10.02.2024 року, тримаючи оборону с.Синьківка, Куп’янського району, Харківської області, українські оборонці зазнали масованого артилерійського обстрілу[33][204][205]
- Репов Сергій Васильович (02.04.1987 — 15.02.2024) — випускник, солдат, 81-ша окрема аеромобільна бригада. 14.06.2023 р. під час виконання бойового завдання був поранений. Отримав контузію, мінно-вибухову травму, осколкові поранення плеча, нижньої кінцівки. 15.02.2024 р. помер від поранень [33][206].
- Святненко Віталій Валерійович (20.07.1982 — 29.04.2024) —  випускник, молодший сержант 199 навчального центру ДШВ ЗСУ. Був директором ЖМТСК «Полісся», пізніше — директором «Станції юних техніків». Віталій був кандидатом в майстри спорту зі спортивного туризму, неодноразово здобував спортивні нагороди. З березня 2023 року героїчно боронив Україну. Неодноразово відзначався грамотами і подяками командування ЗСУ. Загинув на Донеччині.[207][208][209][210].
- Волошин Андрій Володимирович (11.01.1978 — 01.05.2024) — випускник. Із грудня 2023 року добровільно став на захист України від російських окупантів. Героїчно загинув під час виконання бойового завдання[211][212].
- Ярчевський Олексій Ігорович (16.09.1987 — 24.05.2024) — випускник. З 2020 року працював в Угорщині. Коли почалася повномасштабна війна, відразу повернувся в Україну. З перших днів березня 2022 року добровільно став на захист держави від російських окупантів у складі ДШВ ЗСУ. Загинув від осколкового пораненная під час виконання бойового завдання під Авдіївкою, Донецька область [213][214][215]. Нагороджений орденом “За мужність” ІІІ ступеня (посмертно)[216].
- Котвицький Микола Валентинович (03.03.1988 — 27.06.2024) — випускник 2006 року. Із перших годин повномасштабного вторгнення став на захист України від російських агресорів у лавах ЗСУ. Загинув під час виконання бойового завдання [33][217][218].
- Круглов Юрій Сергійович (05.03.1993 — 03.08.2024) — випускник 2011 року, військовослужбовець 100-ої окремої механізованої бригади. Ветеран АТО 2014—2015 рр.. 19.05.2024 року був мобілізований. Після навчання у Німеччині повернувся на фронт. Загинув поблизу с. Залізне, Бахмутського району, Донецької області [33][219]
- Оксаніч Олександр Валентинович (25.03.1999 — 25.08.2024) — випускник 2018 року, молодший сержант 95-ї окремої десантно-штурмової Поліської бригади, командир транспортного відділення інженерно-технічного взводу, групи інженерного забезпечення. Загинув в наслідок касетного обстрілу поблизу м. Словянськ, Донецької  області[33][220][221].
- Топоров Сергій Олександрович (25.07.1972 — 27.08.2024) — випускник. З перших годин повномасштабного вторгнення рф добровільно став на захист України від російських агресорів. За мужність і самовіддані дії при захисті України був нагороджений відзнакою «Учасник бойових дій — Ветеран Війни»[33][222][223]
- Охріменко Володимир Петрович (20.03.1979 — 02.09.2024) — випускник. Солдат, номер обслуги кулеметного взводу 2 стрілецької роти 1 стрілецького батальйону. Загинув під час виконання бойового завдання в районі н. п. Новосадове Краматорського району Донецької області [33][224][225].
- Бакланов Єгор Денисович (07.08.2001 — 09.11.2024) — випускник. За мужні та самовіддані дії при захисті України був нагороджений відомчими відзнаками: медаллю «Учасник бойових дій — Ветеран війни», нагрудним знаком Головнокомандувача ЗСУ «Золотий хрест». Загинув в районі с. Петропавлівка, Куп'янського району, Харківської області[33][226][227].
- Гольчевський Віталій Ігорович (25.08.1998 — 19.11.2024) — випускник. Солдат, стрілець-помічник гранатометного механізованого відділення 116-ої окремої механізованої бригади. Загинув від отриманих поранень, несумісних з життям, під час виконання бойового завдання в районі н. п. Синьківка, Харківської області [33][228].
- Маслов Петро Миколайович (26.02.1995 — 04.12.2024) — випускник, солдат 115-тої окремої бригади територіальної оборони. Помер від отриманих поранень [33][229].
- Світельський Микита Вячеславович (10.04.2001 — 05.12.2024) — випускник. У травні 2024 року став на захист України, доєднавшись до лав ЗСУ[33][230][231].
- Іваницький Андрій Володимирович (25.10.1991 — 19.12.2024) — випускник, молодший сержант із позивним «Якут». У 2014—2015 роках перебував у зоні АТО. За мужність та самовіддані дії при захисті України був відзначений відомчими нагородами: нагрудним знаком «Учасник АТО», медаллю «За хоробрість у бою», нагрудним знаком «За зразкову службу». Загинув на Сході України[33][232][233].

##### 2025 рік
- Дурицький Дмитро Олегович (25.03.1993 — 12.02.2025) — випускник, солдат, навідник механізованого батальйону. З 03 березня 2022 року став на захист України. Загинув в районі н. п. Піщане Покровського району Донецької області [33][234][235]
- Мартиненко Василь Миколайович (2001— 25.02.2025) — випускник, старший солдат 34 батальйону, 57-ї окремої мотопіхотної бригади імені Кошового Отамана Костя Гордієнка. Загинув внаслідок артилерійського обстрілу з боку противника під час виконання своїх обов’язків поблизу Вовчанська в Харківській області [33][236][237][238].
- Папроцький Вадим Валерійович (30.01.1998 — 02.03.2025) — випускник 2017 року. Загинув під час виконання бойового завдання у районі н.п. Одрадне Волноваського району Донецької області [33][239].

#### Випускники ДНЗ "Вищого професійного училища будівництва і дизайну" (ПТУ-1), нині — Філія ПКТІ м. Житомира[240]

##### 2022 рік
- Гайченя Павло Петрович (30.11.1993 — 05.04.2022) — випускник 2011 року, військовослужбовець, загинув під час бойового зіткнення із російськими загарбниками під Вископіллям, Бериславського району на Херсонщині[240][241][242][243][244]
- Келлер Олександр Сергійович (26.04.1982 — 05.04.2022) — випускник.Загинув під час виконання бойового завдання із захисту рідної землі. Через три роки Герой повернувся до рідного міста на щиті [240][245][246]
- Матюхін Олексій Володимирович (27.04.1994 — 04.08.2022) — випускник 2012 року, військовослужбовець. Загинув, захищаючи с. Зайцеве, Донецька область, в лавах танкових військ ЗСУ[247][248][249]. Нагороджений орденом “За мужність” ІІІ ступеня (посмертно)[250][251].
- Савицький Володимир Дем’янович (24.09.1967 — 06.09.2022) — випускник, військовослужбовець, офіцер, учасник АТО, з початком повномасштабної війни став до лав однієї з десантно-штурмових бригад ЗСУ. Загинув під час виконання бойового завдання від артобстрілу[252][253][254]. Нагороджений орденом “Богдана Хмельницького” ІІІ ступеня (посмертно)[255].
- Хомич Юрій Вікторович (30.07.1986 — 06.10.2022) — випускник 2011 року, військовослужбовець 95-ї окремої десантно-штурмової бригади, в 2014—2015 рр. воював у зоні проведення АТО, загинув на Херсонщині[256][257][258]. Нагороджений орденом “За мужність” ІІІ ступеня (посмертно)[259].
- Цибульський Олег Володимирович (23.02.1975 — 08.12.2022) — випускник 1993 року, військовослужбовець. З початком повномасштабної агресії росії добровільно став на захист нашої Батьківщини в рядах одного із підрозділів спеціального призначення ЗСУ.[260][261][262]
- Салінко Анатолій Юрійович (01.06.1989 — 30.12.2022) — випускник 2006 року, військовослужбовець 95-ї окремої десантно-штурмової бригади. З травня 2022 року став на захист України в лавах ЗСУ. Загинув при виконанні бойового завдання, захищаючи Батьківщину в зоні ведення бойових дій на Донеччині[263][264][265]
- Гаврилюк Анатолій Петрович (05.12.1981 — 30.12.2022) — випускник 1999 року, військовослужбовець, загинув на Харківщині під час виконання бойового завдання[266][267].

##### 2023 рік
- Антипов Віталій Сергійович (01.06.1993 — 12.01.2023) — випускник 2012 року, військовослужбовець, проходив службу в лавах ЗСУ разом з батьком, загинув під час відбиття атаки росіян на Донеччині[268][269]. Нагороджений орденом “За мужність” ІІІ ступеня (посмертно)[270].
- Капустинський Олександр Миколайович (03.06.1989 — 26.01.2023) — випускник 2010 року, викладач училища до 2017 року, солдат, навідник 3 розвідувального відділення розвідувального взводу 1 аеромобільного батальйону 81-ї окремої аеромобільної бригади  героїчно загинув 26 січня 2023 року в районі ведення бойових дій поблизу смт. Білогорівка Сєвєродонецького району Луганської області[271][272]
- Краєвський Андрій Ігорович (14.04.1985 — 03.03.2023) — випускник 2002 року, військовослужбовець. Загинув, захищаючи східні рубежі України в лавах однієї із механізованих бригад ЗСУ[273][274][275][276].
- Червінський Андрій Валерійович (30.12.1977 — 02.04.2023) — випускник. У вересні 2022 року був мобілізований до лав Збройних сил України на захист нашої держави у складі 77 Десантно-штурмової бригади військової частини А-4355. Загинув у боях за м. Бахмут, Донецька область[240][277].
- Запольський Олексій Євгенович (18.10.1968 — 04.06.2023) — випускник, військовослужбовець. Загинув, при обороні східних рубежів України[251][278][279][280]. Нагороджений орденом “За мужність” ІІІ ступеня (посмертно)[281][282]
- Дмитрук Михайло Вікторович (20.11.1993 — 07.06.2023) — випускник 2014 року, військовослужбовець. Служив у одній із механізованих бригад Збройних Сил України. Загинув при деокупації Донеччини[251][278][279][280].
- Кучук Віктор Васильович (01.04.1980 — 18.07.2023) — випускник. З початком російського вторгнення в Україну став до лав ЗСУ. Служив стрільцем-зенітником 2 зенітно-ракетного відділення зенітно-ракетного взводу 59-ї окремої мотопіхотної бригади імені Якова Гандзюка. Отримав складне поранення, але після лікування повернувся до виконання бойових завдань.Загинув під час виконання бойового завдання біля с. Невельське Покровського району Донецької області[240][283][284]. Нагороджений Званням Герой України з удостоєнням ордена «Золота Зірка» (посмертно)[285]
- Мартинюк Сергій Володимирович (01.09.1984 — 23.10.2023) — випускник 2001 року, військовослужбовець. Загинув, при обороні східних рубежів України [240][286][287][288].
- Павлов Володимир Вікторович (29.10.1978 — 23.10.2023) — випускник 1996 року, штаб-сержант 30-ї окремої механізованої бригади. Ветеран АТО. Загинув під час ведення бою в с. Богданівка, Бахмутського району, Донецької області[240][289].

##### 2024 рік
- Мартинюк Іван Петрович (02.01.1992 — 23.01.2024) — випускник 2011 року, військовослужбовець, гранатометник 1 відділу 1 взводу ОП 11 роти ОП/на БТВ 4-ого батальйону оперативного призначення «Крук». У квітні 2022 року став на захист Батьківщини, добровольцем вступив до лав ЗСУ. Загинув, внаслідок мінометного обстрілу ворогом позицій у районі східної околиці н. п. Ямпіль Донецької області [240][290].
- Малиновський Павло Святославович (23.05.1983 — 07.02.2024) — випускник. З липня 2022 року став на захист України від російських окупантів. Мужньо виконував свій військовий обов'язок. У бою за Україну, її свободу і Незалежність, героїчно загинув 7 лютого 2024 року. Поховали Павла Малиновського на Смолянському військовому кладовищі 8 квітня 2024 року[240][291][292].
- Вонсонович Ігор Вікторович (29.07.1986 — 14.02.2024) — випускник. У грудні 2023 року він став на захист Батьківщини у лавах ЗСУ. Мужньо та хоробро боровся за незалежність України, за нашу свободу [240][293].
- Іващенко Юрій Миколайович (28.05.1977 — 21.02.2024) — випускник 1995 року, військовослужбовець. Із початком повномасштабної агресії рф з першого дня добровільно став на захист Батьківщини. Боронив північні рубежі України. Після навчання у Німеччині був направлений на південносхідні рубежі України [240][294][295][296].
- Мельник Леонід Миколайович (08.08.1987 — 28.04.2024) — випускник, військовослужбовець. З березня 2022 року добровільно долучився до лав ТРО ЗСУ, героїчно боронив Україну на різних напрямках. За мужність і героїзм неодноразово був відзначений командуванням ЗСУ[240][297][298].
- Рижко Олександр Антонович (16.02.1981 — 14.07.2024) — випускник. З травня 2024 року став на захист України від російських агресорів. Героїчно загинув під час виконання бойового завдання[240][299][300].
- Новарчук Володимир Володимирович (28.11.1996 — 03.09.2024) — випускник 2014 року, лінійний наглядач лінійно-кабельного відділення зв’язку роти зв’язку командного пункту ПВЗ 151-ої окремої механізованої бригади. Мобілізований в травні 2024 року.  Загинув під час ракетного удару по 179-ому навчальному центру військового зв’язку в м. Полтава [240][301].
- Варчук Святослав Петрович (22.06.1975 — 27.11.2024) — випускник, молодший сержант. На початку 2023 р. став на захист України від російських агресорів в одному з підрозділів ЗСУ. Загинув під час виконання бойового завдання[240][302][303].

##### 2025 рік
- Свистун Андрій Анатолійович (23.10.1984 — 10.04.2025) — випускник. З початку 2025 р. мобілізований до лав ЗСУ [240][304][305].
- Бабич Дмитро Вікторович (02.03.1991 — 16.06.2025) — випускник. Загинув під час виконання бойового завдання[240][306][307].

#### Випускники Професійно-технічного училища №5, нині — ліквідоване та приєднане до ПКТІ м. Житомира[308]

##### 2022 рік
- Артемчук Петро Олексійович (06.02.1997 — 04.04.2022) — випускник, старший солдат, стрілець-снайпер 95-ї окремої десантно-штурмової Поліської бригади. Загинув в ході оборонного бою підрозділів бригади з противником поблизу н. п. Довгеньке, Ізюмського району, Харківської області [308][309][310][311].
- Адамович Сергій Сергійович (21.02.1987 — 05.04.2022) — випускник, солдат, 1-ша окрема бригада спеціального призначення ім. Івана Богуна. Загинув  під час виконання бойового завдання біля с. Високопілля, Бериславського району, Херсонської області [308][312]. Нагороджений орденом “За мужність” ІІІ ступеня (посмертно)[313] .
- Зданевич Богдан Юрійович (11.02.1994 — 27.04.2022) — випускник. 25.02.2022 року вступив до лав ЗСУ. Під час оборонного бою підрозділів бригади з противником поблизу с. Дібрівне, Барвінківського району, Харківської області, внаслідок ворожого обстрілу танками та артилерії, отримав поранення, несумісні з життям [308][314][315]. Нагороджений орденом “За мужність” ІІІ ступеня (посмертно)[51]
- Кравчук Олександр Миколайович (10.10.1985 — 03.05.2022) — випускник. В перші ж дні війни вступив до лав Сил територіальної оборони ЗСУ Помер при виконанні бойових завдань від зупинки серця[308][316]
- Майструк Юрій Петрович (03.05.1979 — 05.05.2022) — випускник, військовослужбовець. Загинув у бою за Батьківщину поблизу населеного пункту Протопопівка Ізюмського району Харківської області [308][317][318]. Нагороджений орденом “За мужність” ІІІ ступеня (посмертно) [319].
- Цимбалюк Степан Михайлович (15.05.1991 — 08.06.2022) — випускник. З перших днів повномасштабного вторгнення рф разом зі своїм татом без вагань став до лав захисників України. Лише через три роки Воїн повернувся на щиті у рідний Житомир[308][320][321].

##### 2023 рік
- Афанасієв Олександр Вікторович (28.09.1984 — 05.01.2023) — випускник 2001 року, військовослужбовець, загинув 5 січня 2023 року, виконуючи бойове завдання, на Сході України [308][322][323][324]. Нагороджений орденом “За мужність” ІІІ ступеня (посмертно)[77].
- Яковенко Олександр Петрович (05.02.1996 — 15.01.2023) — випускник, солдат, стрілець-снайпер 95-ї окремої десантно-штурмової бригади. Призваний на військову службу 22.10.2022. Отримав тяжкі поранення поблизу н. п. Кремінна, Сєвєродонецького району. Від отриманих поранень помер [308][325]. Нагороджений орденом “За мужність” ІІІ ступеня (посмертно)[326].
- Буднік Михайло Анатолійович (20.11.1982 — лютий 2023) — випускник, солдат 95-ї окремої десантно-штурмової Поліської бригади. Мобілізований до лав ЗСУ 8 квітня 2022 року та виконував завдання механіка-водія безпосередньо у зоні бойових дій. З 01.02.2023 вважався зниклим безвісти (район м. Кремінна, Луганська область) [327]. Пізніше підтвердилася інформація, що Михайло потрапив до московського полону де був жорстоко закатований. Поховали Героя в Житомирі 15.03.2023 року [308][328]. Нагороджений орденом “За мужність” ІІІ ступеня (посмертно) [103][329].
- Тетерук Юрій Анатолійович (07.05.1994 — 07.04.2023) — випускник 2012 року, солдат однієї з десантно-штурмових бригад ЗСУ. Ветеран АТО. З 24 лютого 2022 року став на захист України. Загинув при обороні Бахмута, Донецька область [308][330][331][332]. Нагороджений орденом “За мужність” ІІІ ступеня (посмертно)[150]
- Путятін Сергій Вікторович (05.08.1981 — 10.04.2023) — випускник 1998 року, військовослужбовець. З лютого 2023 року мобілізований до лав ЗСУ. Героїчно загинув орієнтовно 10 квітня 2023 року. Лише майже через вісім місяців Герой на щиті повернувся до рідного містам [308][333][334][335].
- Побережний Юрій Андрійович (25.09.1966 — 02.06.2023) — випускник 1985 року, військовослужбовець. Загинув 2 червня 2023 року під час обстрілу, під Чугуєвом, Харківська область [308][336][337][338][339] Нагороджений орденом “За мужність” ІІІ ступеня (посмертно)[340].
- Трохименко Володимир Миколайович (03.02.1973 – 20.06.2023) — випускник 1994 року, молодший сержант, командир бойової машини в/ч А4118. Загинув під час артилерійського обстрілу в районі н.п. Велика Новосілка Донецької області [308][341][342]
- Чечет Сергій Михайлович (24.03.1976 — 14.07.2023) — випускник. Із початком повномасштабного вторгнення рф в Україну, став на захист Батьківщини у складі окремого батальйону Сил територіальної оборони ЗСУ. Загинув під час виконання бойового завдання біля н.п. Стельмахівка Сватівського району Луганської області. Лише 08.05.2025 року було похоронено в м. Житомирі [308][343]
- Поплавський Олег Леонідович (20.10.1984 — 24.07.2023) — випускник 2001 року. Проходив строкову військову службу. Із лютого 2023 року став на захист Батьківщини. Героїчно загинув при виконанні бойового завдання [308][344][345][346][347].
- Дембіцький Віталій Миколайович (02.06.1987 — 27.09.2023) — випускник 2004 року. Із перших днів повномасштабної агресії рф прагнув стати на захист нашої країни, але не був мобілізований за станом здоров'я. Та незважаючи на це, Віталій добровільно стає до лав ТРО ЗСУ [308][348][349][350]. Нагороджений орденом “За мужність” ІІІ ступеня (посмертно)[351][352].

##### 2024 рік
- Мовчанюк Віталій Анатолійович (07.02.1989 — 07.01.2024) — випускник 2006 року, військовослужбовець. У квітні 2022 року добровільно став на захист України. Героїчно загинув, виконуючи бойове завдання в Донецькій області [308][353][354]
- Карплюк Олег Миколайович (11.07.1970 — 16.01.2024) — випускник 1988 року, військовослужбовець. Із початком повномасштабної агресії рф добровільно став на захист України. Загинув у Донецькій області під час виконання бойового завдання [308][355][356][41].
- Воробей Андрій Андрійович (16.05.1985 — 05.04.2024) — випускник, військовослужбовець. За станом здоров'ям не проходив військову строкову службу, проте з початком повномасштабного вторгнення він добивався, щоб його забрали захищати країну. З 2022 року розпочав волонтерську діяльність. І з січня 2024 року став на захист Батьківщини від російських окупантів [308][357][358].
- Якубенко Антон Андрійович (06.07.2000 — 12.06.2024) — випускник, військовослужбовець. З перших днів повномасштабного вторгнення російської федерації став на захист України. Спочатку у лавах ТРО ЗСУ, згодом в іншому військовому підрозділі ЗСУ [308][359][360].
- Радзіховський Анатолій Романович (09.12.1978 — 24.06.2024) — випускник. Із перших днів повномасштабного вторгнення рф став на захист Батьківщини в одному з підрозділів ЗСУ [308][361][362].
- Сорокін Олег Вікторович (05.06.1983 — 26.06.2024) — випускник. Із вересня 2022 року став на захист України від російських агресорів в одному з підрозділів ЗСУ[308][363][364]
- Артющенко Олег Миколайович (10.02.1973 — 03.08.2024) — випускник. З травня 2024 року добровільно став на захист України від російських агресорів в одному з підрозділів ЗСУ[308][365][366].
- Побережець Денис Олександрович (29.12.1996 — 29.12.2024) — випускник, молодший сержант. З березня 2022 р. став на захист України від російських агресорів в одному з підрозділів ЗСУ, мужньо виборюючи свободу і незалежність нашої країни [308][367][368].

##### 2025 рік
- Гаргач Олег Олександрович (30.05.1973 — 17.02.2025) — випускник. У травні 2024 року став на захист України від російських агресорів. [308][369][370].
- Сичевський Віталій Юрійович (15.02.1983 — 06.03.2025) — випускник. З перших днів агресії рф став на захист України: спочатку під час АТО/ООС. За мужність і відданість Батьківщині був нагороджений відзнакою Президента України "За участь в Антитерористичній операції" та медаллю "Ветеран війни — Учасник бойових дій". З початком повномаштабного вторгнення рф знову взяв до рук зброю, брав участь у визволенні Макарова, Херсона [308][371][372].
- Лимар Володимир Миколайович (15.09.1990 — 16.03.2025) — випускник. Солдат. З червня 2024 року захищав Україну від російських агресорів[308][373][374].
- Онищенко Антон Петрович (27.12.1981 — 27.03.2025) — випускник. Став на захист України від російських агресорів в одному з підрозділів ЗСУ[308][375][376].
- Лімінович Віталій Ромальдович (22.01.1978 — 16.05.2025) —  випускник. Загинув смертю хоробрих, виконуючи військовий обов’язок перед своєю державою, захищаючи рідну землю від російського ворога [308][377][378].
- Біляченко Дмитро Володимирович (25.04.1995 — 17.05.2025) — випускник. Проходив службу в частині А4583. Отримав статус Учасника бойових дій. Брав участь в обороні Сумської, Харківської, Чернігівської областей [308][379][380].
- Бойко Андрій Валентинович (03.03.1984 — 22.05.2025) — випускник. У травні 2024 р. добровільно став на захист України від російських окупантів у складі одного з підрозділів Збройних Сил України[308][381].